# Taunsa Sharif
Taunsa Sharif (en ourdou : تونٚسہ) est une ville pakistanaise, située dans le district de Dera Ghazi Khan dans la province du Pendjab. Elle est la capitale du tehsil du même nom.
La ville est située dans le sud-ouest plutôt pauvre et rural du Pendjab, à la frontière avec la province de Khyber Pakhtunkhwa. Elle est également située à seulement vingt kilomètres du barrage de Taunsa. Construit en 1958 sur le fleuve Indus, il permet notamment l'irrigation des terres agricoles avoisinantes.
La population de la ville a été multipliée par près de huit entre 1972 et 2017, passant de 13 439 habitants à 97 100. Entre 1998 et 2017, la croissance annuelle moyenne s'affiche à 5,0 %, bien supérieure à la moyenne nationale de 2,4 %. En 2023, la population de la ville monte à 115 704 habitants.
|            | 1972 (rec.) | 1981 (rec.) | 1998 (rec.) | 2017 (rec.) | 2023 (rec.) |
| ---------- | ----------- | ----------- | ----------- | ----------- | ----------- |
| Population | 13 439      | 19 934      | 38 297      | 97 100      | 115 704     |